# Gran Premio di superbike di Magny-Cours 2022
Il Gran Premio di superbike di Magny-Cours 2022 è stato la settima prova del mondiale superbike del 2022. Nello stesso fine settimana si sono corsi anche la settima prova del campionato mondiale Supersport e la sesta prova campionato mondiale Supersport 300.
I risultati delle gare hanno visto vincere, per quel che concerne il mondiale Superbike: Álvaro Bautista in gara 1 e Toprak Razgatlıoğlu in gara Superpole e in gara 2.
Le gare del mondiale Supersport sono state vinte da: Lorenzo Baldassarri in gara 1 e da Dominique Aegerter in gara 2, mentre le gare del mondiale Supersport 300 sono andate a Matteo Vannucci in gara 1 e Victor Steeman in gara 2.

## Superbike gara 1

### Arrivati al traguardo
| Pos. | Nº | Pilota                | Squadra                   | Motocicletta        | Giri | Tempo     | Griglia | Punti |
| ---- | -- | --------------------- | ------------------------- | ------------------- | ---- | --------- | ------- | ----- |
| 1º   | 19 | Álvaro Bautista       | Aruba.it Racing - Ducati  | Ducati Panigale V4R | 21   | 34'06.991 | 4º      | 25    |
| 2º   | 45 | Scott Redding         | BMW Motorrad              | BMW M1000RR         | 21   | +4.079    | 3º      | 20    |
| 3º   | 47 | Axel Bassani          | Motocorsa Racing          | Ducati Panigale V4R | 21   | +6.751    | 8º      | 16    |
| 4º   | 22 | Alex Lowes            | Kawasaki Racing           | Kawasaki ZX-10RR    | 21   | +8.531    | 6º      | 13    |
| 5º   | 31 | Garrett Gerloff       | GYTR GRT Yamaha           | Yamaha YZF R1       | 21   | +9.022    | 5º      | 11    |
| 6º   | 21 | Michael Ruben Rinaldi | Aruba.it Racing - Ducati  | Ducati Panigale V4R | 21   | +17.260   | 7º      | 10    |
| 7º   | 55 | Andrea Locatelli      | Pata Yamaha with Brixx    | Yamaha YZF R1       | 21   | +20.044   | 12º     | 9     |
| 8º   | 5  | Philipp Öttl          | Team Goeleven             | Ducati Panigale V4R | 21   | +20.712   | 10º     | 8     |
| 9º   | 7  | Iker Lecuona          | Team HRC                  | Honda CBR1000 RR-R  | 21   | +21.583   | 13º     | 7     |
| 10º  | 44 | Lucas Mahias          | Kawasaki Puccetti Racing  | Kawasaki ZX-10RR    | 21   | +23.854   | 11º     | 6     |
| 11º  | 1  | Toprak Razgatlıoğlu   | Pata Yamaha with Brixx    | Yamaha YZF R1       | 21   | +26.929   | 2º      | 5     |
| 12º  | 60 | Michael van der Mark  | BMW Motorrad              | BMW M1000RR         | 21   | +27.322   | 15º     | 4     |
| 13º  | 97 | Xavi Vierge           | Team HRC                  | Honda CBR1000 RR-R  | 21   | +28.639   | 14º     | 3     |
| 14º  | 76 | Loris Baz             | Bonovo Action BMW         | BMW M1000RR         | 21   | +37.824   | 9º      | 2     |
| 15º  | 29 | Luca Bernardi         | Barni Spark Racing        | Ducati Panigale V4R | 21   | +38.051   | 20º     | 1     |
| 16º  | 23 | Christophe Ponsson    | Gil Motor Sport-Yamaha    | Yamaha YZF R1       | 21   | +40.505   | 19º     |       |
| 17º  | 3  | Kōta Nozane           | GYTR GRT Yamaha           | Yamaha YZF R1       | 21   | +40.619   | 17º     |       |
| 18º  | 50 | Eugene Laverty        | Bonovo Action BMW         | BMW M1000RR         | 21   | +41.049   | 16º     |       |
| 19º  | 2  | Roberto Tamburini     | Yamaha Motoxracing        | Yamaha YZF R1       | 21   | +41.743   | 18º     |       |
| 20º  | 35 | Hafizh Syahrin        | MIE Racing Honda          | Honda CBR1000 RR-R  | 21   | +49.687   | 21º     |       |
| 21º  | 36 | Leandro Mercado       | MIE Racing Honda          | Honda CBR1000 RR-R  | 21   | +51.725   | 22º     |       |
| 22º  | 52 | Oliver König          | Orelac Racing Verdnatura  | Kawasaki ZX-10RR    | 21   | +51.964   | 24º     |       |
| 23º  | 99 | Óscar Gutiérrez       | TPR Team Pedercini Racing | Kawasaki ZX-10RR    | 21   | +1'01.857 | 23º     |       |
| 24º  | 65 | Jonathan Rea          | Kawasaki Racing           | Kawasaki ZX-10RR    | 20   | +1 giro   | 1º      |       |

## Superbike gara Superpole

### Arrivati al traguardo
| Pos. | Nº | Pilota                | Squadra                   | Motocicletta        | Giri | Tempo     | Griglia | Punti |
| ---- | -- | --------------------- | ------------------------- | ------------------- | ---- | --------- | ------- | ----- |
| 1º   | 1  | Toprak Razgatlıoğlu   | Pata Yamaha with Brixx    | Yamaha YZF R1       | 10   | 16'07.145 | 2º      | 12    |
| 2º   | 19 | Álvaro Bautista       | Aruba.it Racing - Ducati  | Ducati Panigale V4R | 10   | +1.891    | 4º      | 9     |
| 3º   | 65 | Jonathan Rea          | Kawasaki Racing           | Kawasaki ZX-10RR    | 10   | +2.040    | 1º      | 7     |
| 4º   | 22 | Alex Lowes            | Kawasaki Racing           | Kawasaki ZX-10RR    | 10   | +3.983    | 6º      | 6     |
| 5º   | 45 | Scott Redding         | BMW Motorrad              | BMW M1000RR         | 10   | +5.019    | 3º      | 5     |
| 6º   | 47 | Axel Bassani          | Motocorsa Racing          | Ducati Panigale V4R | 10   | +5.690    | 8º      | 4     |
| 7º   | 21 | Michael Ruben Rinaldi | Aruba.it Racing - Ducati  | Ducati Panigale V4R | 10   | +6.713    | 7º      | 3     |
| 8º   | 31 | Garrett Gerloff       | GYTR GRT Yamaha           | Yamaha YZF R1       | 10   | +11.797   | 5º      | 2     |
| 9º   | 76 | Loris Baz             | Bonovo Action BMW         | BMW M1000RR         | 10   | +12.194   | 9º      | 1     |
| 10º  | 55 | Andrea Locatelli      | Pata Yamaha with Brixx    | Yamaha YZF R1       | 10   | +13.092   | 12º     |       |
| 11º  | 7  | Iker Lecuona          | Team HRC                  | Honda CBR1000 RR-R  | 10   | +13.794   | 13º     |       |
| 12º  | 5  | Philipp Öttl          | Team Goeleven             | Ducati Panigale V4R | 10   | +14.285   | 10º     |       |
| 13º  | 60 | Michael van der Mark  | BMW Motorrad              | BMW M1000RR         | 10   | +14.413   | 15º     |       |
| 14º  | 44 | Lucas Mahias          | Kawasaki Puccetti Racing  | Kawasaki ZX-10RR    | 10   | +16.345   | 11º     |       |
| 15º  | 29 | Luca Bernardi         | Barni Spark Racing        | Ducati Panigale V4R | 10   | +23.491   | 20º     |       |
| 16º  | 3  | Kōta Nozane           | GYTR GRT Yamaha           | Yamaha YZF R1       | 10   | +25.030   | 17º     |       |
| 17º  | 35 | Hafizh Syahrin        | MIE Racing Honda          | Honda CBR1000 RR-R  | 10   | +26.046   | 21º     |       |
| 18º  | 50 | Eugene Laverty        | Bonovo Action BMW         | BMW M1000RR         | 10   | +28.588   | 16º     |       |
| 19º  | 2  | Roberto Tamburini     | Yamaha Motoxracing        | Yamaha YZF R1       | 10   | +28.675   | 18º     |       |
| 20º  | 36 | Leandro Mercado       | MIE Racing Honda          | Honda CBR1000 RR-R  | 10   | +28.837   | 22º     |       |
| 21º  | 23 | Christophe Ponsson    | Gil Motor Sport-Yamaha    | Yamaha YZF R1       | 10   | +29.338   | 19º     |       |
| 22º  | 99 | Óscar Gutiérrez       | TPR Team Pedercini Racing | Kawasaki ZX-10RR    | 10   | +29.476   | 23º     |       |
| 23º  | 52 | Oliver König          | Orelac Racing Verdnatura  | Kawasaki ZX-10RR    | 10   | +34.839   | 24º     |       |

### Ritirato
| Nº | Pilota      | Squadra  | Motocicletta       | Giri | Griglia |
| -- | ----------- | -------- | ------------------ | ---- | ------- |
| 97 | Xavi Vierge | Team HRC | Honda CBR1000 RR-R | 4    | 14º     |

## Superbike gara 2

### Arrivati al traguardo
| Pos. | Nº | Pilota                | Squadra                   | Motocicletta        | Giri | Tempo     | Griglia | Punti |
| ---- | -- | --------------------- | ------------------------- | ------------------- | ---- | --------- | ------- | ----- |
| 1º   | 1  | Toprak Razgatlıoğlu   | Pata Yamaha with Brixx    | Yamaha YZF R1       | 21   | 34'04.476 | 1º      | 25    |
| 2º   | 21 | Michael Ruben Rinaldi | Aruba.it Racing - Ducati  | Ducati Panigale V4R | 21   | +2.024    | 7º      | 20    |
| 3º   | 47 | Axel Bassani          | Motocorsa Racing          | Ducati Panigale V4R | 21   | +4.742    | 6º      | 16    |
| 4º   | 22 | Alex Lowes            | Kawasaki Racing           | Kawasaki ZX-10RR    | 21   | +5.084    | 4º      | 13    |
| 5º   | 65 | Jonathan Rea          | Kawasaki Racing           | Kawasaki ZX-10RR    | 21   | +10.679   | 3º      | 11    |
| 6º   | 45 | Scott Redding         | BMW Motorrad              | BMW M1000RR         | 21   | +11.955   | 5º      | 10    |
| 7º   | 55 | Andrea Locatelli      | Pata Yamaha with Brixx    | Yamaha YZF R1       | 21   | +15.188   | 12º     | 9     |
| 8º   | 31 | Garrett Gerloff       | GYTR GRT Yamaha           | Yamaha YZF R1       | 21   | +15.443   | 8º      | 8     |
| 9º   | 76 | Loris Baz             | Bonovo Action BMW         | BMW M1000RR         | 21   | +16.870   | 9º      | 7     |
| 10º  | 7  | Iker Lecuona          | Team HRC                  | Honda CBR1000 RR-R  | 21   | +18.367   | 13º     | 6     |
| 11º  | 5  | Philipp Öttl          | Team Goeleven             | Ducati Panigale V4R | 21   | +25.740   | 10º     | 5     |
| 12º  | 44 | Lucas Mahias          | Kawasaki Puccetti Racing  | Kawasaki ZX-10RR    | 21   | +33.872   | 11º     | 4     |
| 13º  | 29 | Luca Bernardi         | Barni Spark Racing        | Ducati Panigale V4R | 21   | +38.188   | 20º     | 3     |
| 14º  | 2  | Roberto Tamburini     | Yamaha Motoxracing        | Yamaha YZF R1       | 21   | +41.389   | 18º     | 2     |
| 15º  | 3  | Kōta Nozane           | GYTR GRT Yamaha           | Yamaha YZF R1       | 21   | +42.657   | 17º     | 1     |
| 16º  | 23 | Christophe Ponsson    | Gil Motor Sport-Yamaha    | Yamaha YZF R1       | 21   | +50.863   | 19º     |       |
| 17º  | 99 | Óscar Gutiérrez       | TPR Team Pedercini Racing | Kawasaki ZX-10RR    | 21   | +54.487   | 23º     |       |
| 18º  | 52 | Oliver König          | Orelac Racing Verdnatura  | Kawasaki ZX-10RR    | 21   | +1'04.981 | 24º     |       |
| 19º  | 35 | Hafizh Syahrin        | MIE Racing Honda          | Honda CBR1000 RR-R  | 21   | +1'13.308 | 21º     |       |

### Ritirati
| Nº | Pilota               | Squadra                  | Motocicletta        | Giri | Griglia |
| -- | -------------------- | ------------------------ | ------------------- | ---- | ------- |
| 50 | Eugene Laverty       | Bonovo Action BMW        | BMW M1000RR         | 11   | 16º     |
| 97 | Xavi Vierge          | Team HRC                 | Honda CBR1000 RR-R  | 9    | 14º     |
| 60 | Michael van der Mark | BMW Motorrad             | BMW M1000RR         | 2    | 15º     |
| 36 | Leandro Mercado      | MIE Racing Honda         | Honda CBR1000 RR-R  | 2    | 22º     |
| 19 | Álvaro Bautista      | Aruba.it Racing - Ducati | Ducati Panigale V4R | 1    | 2º      |

## Supersport gara 1

### Arrivati al traguardo
| Pos. | Nº | Pilota               | Squadra                    | Motocicletta             | Giri | Tempo     | Griglia | Punti |
| ---- | -- | -------------------- | -------------------------- | ------------------------ | ---- | --------- | ------- | ----- |
| 1º   | 7  | Lorenzo Baldassarri  | Evan Bros. Yamaha          | Yamaha YZF R6            | 12   | 20'51.907 | 2º      | 25    |
| 2º   | 28 | Glenn van Straalen   | EAB Racing                 | Yamaha YZF R6            | 12   | +0.219    | 6º      | 20    |
| 3º   | 77 | Dominique Aegerter   | Ten Kate Racing Yamaha     | Yamaha YZF R6            | 12   | +0.669    | 5º      | 16    |
| 4º   | 61 | Can Öncü             | Kawasaki Puccetti Racing   | Kawasaki ZX-6R           | 12   | +2.775    | 7º      | 13    |
| 5º   | 55 | Yari Montella        | Kawasaki Puccetti Racing   | Kawasaki ZX-6R           | 12   |           | 14º     | 11    |
| 6º   | 66 | Niki Tuuli           | MV Agusta Reparto Corse    | MV Agusta F3 800 RR      | 12   |           | 11º     | 10    |
| 7º   | 53 | Valentin Debise      | GMT94 Yamaha               | Yamaha YZF R6            | 12   |           | 15º     | 9     |
| 8º   | 99 | Adrián Huertas       | MTM Kawasaki               | Kawasaki ZX-6R           | 12   |           | 3º      | 8     |
| 9º   | 32 | Oliver Bayliss       | Barni Spark Racing         | Ducati Panigale V2       | 12   |           | 8º      | 7     |
| 10º  | 16 | Jules Cluzel         | GMT94 Yamaha               | Yamaha YZF R6            | 12   |           | 10º     | 6     |
| 11º  | 11 | Nicolò Bulega        | Aruba.it Racing            | Ducati Panigale V2       | 12   |           | 4º      | 5     |
| 12º  | 3  | Raffaele De Rosa     | Orelac Racing Verdnatura   | Ducati Panigale V2       | 12   |           | 13º     | 4     |
| 13º  | 56 | Péter Sebestyén      | Evan Bros. Yamaha          | Yamaha YZF R6            | 12   |           | 12º     | 3     |
| 14º  | 24 | Leonardo Taccini     | Ten Kate Racing Yamaha     | Yamaha YZF R6            | 12   |           | 21º     | 2     |
| 15º  | 38 | Hannes Soomer        | Dynavolt Triumph           | Triumph Street Triple RS | 12   |           | 26º     | 1     |
| 16º  | 62 | Stefano Manzi        | Dynavolt Triumph           | Triumph Street Triple RS | 12   |           | 16º     |       |
| 17º  | 17 | Kyle Smith           | VFT Racing                 | Yamaha YZF R6            | 12   |           | 17º     |       |
| 18º  | 23 | Isaac Viñales        | D34G Racing                | Ducati Panigale V2       | 12   |           | 22º     |       |
| 19º  | 94 | Andy Verdoïa         | GMT94 Yamaha               | Yamaha YZF R6            | 12   |           | 9º      |       |
| 20º  | 69 | Tom Booth-Amos       | Prodina Racing             | Kawasaki ZX-6R           | 12   |           | 23º     |       |
| 21º  | 9  | Simon Jespersen      | Kallio Racing              | Yamaha YZF R6            | 12   |           | 27º     |       |
| 22º  | 50 | Ondřej Vostatek      | MS Racing Yamaha           | Yamaha YZF R6            | 12   |           | 19º     |       |
| 23º  | 22 | Federico Fuligni     | D34G Racing                | Ducati Panigale V2       | 12   |           | 28º     |       |
| 24º  | 73 | Maximilian Kofler    | CM Racing                  | Ducati Panigale V2       | 12   |           | 25º     |       |
| 25º  | 52 | Patrick Hobelsberger | Kallio Racing              | Yamaha YZF R6            | 12   |           | 29º     |       |
| 26º  | 6  | Jeffrey Buis         | Motozoo Racing by Puccetti | Kawasaki ZX-6R           | 11   | +1 giro   | 30º     |       |

### Ritirati
| Nº | Pilota              | Squadra                    | Motocicletta        | Giri | Griglia |
| -- | ------------------- | -------------------------- | ------------------- | ---- | ------- |
| 54 | Bahattin Sofuoğlu   | MV Agusta Reparto Corse    | MV Agusta F3 800 RR | 11   | 18º     |
| 21 | Benjamin Currie     | Motozoo Racing by Puccetti | Kawasaki ZX-6R      | 9    | 24º     |
| 64 | Federico Caricasulo | Althea Racing              | Ducati Panigale V2  | 6    | 1º      |
| 10 | Unai Orradre        | MS Racing Yamaha           | Yamaha YZF R6       | 2    | 20º     |

## Supersport gara 2

### Arrivati al traguardo
| Pos. | Nº | Pilota               | Squadra                    | Motocicletta             | Giri | Tempo     | Griglia | Punti |
| ---- | -- | -------------------- | -------------------------- | ------------------------ | ---- | --------- | ------- | ----- |
| 1º   | 77 | Dominique Aegerter   | Ten Kate Racing Yamaha     | Yamaha YZF R6            | 19   | 32'05.040 | 5º      | 25    |
| 2º   | 16 | Jules Cluzel         | GMT94 Yamaha               | Yamaha YZF R6            | 19   | +4.507    | 10º     | 20    |
| 3º   | 11 | Nicolò Bulega        | Aruba.it Racing            | Ducati Panigale V2       | 19   | +7.789    | 4º      | 16    |
| 4º   | 53 | Valentin Debise      | GMT94 Yamaha               | Yamaha YZF R6            | 19   | +11.646   | 15º     | 13    |
| 5º   | 7  | Lorenzo Baldassarri  | Evan Bros. Yamaha          | Yamaha YZF R6            | 19   | +18.179   | 2º      | 11    |
| 6º   | 61 | Can Öncü             | Kawasaki Puccetti Racing   | Kawasaki ZX-6R           | 19   | +18.698   | 7º      | 10    |
| 7º   | 62 | Stefano Manzi        | Dynavolt Triumph           | Triumph Street Triple RS | 19   | +18.977   | 16º     | 9     |
| 8º   | 32 | Oliver Bayliss       | Barni Spark Racing         | Ducati Panigale V2       | 19   | +19.305   | 8º      | 8     |
| 9º   | 64 | Federico Caricasulo  | Althea Racing              | Ducati Panigale V2       | 19   | +19.558   | 1º      | 7     |
| 10º  | 55 | Yari Montella        | Kawasaki Puccetti Racing   | Kawasaki ZX-6R           | 19   | +20.197   | 14º     | 6     |
| 11º  | 66 | Niki Tuuli           | MV Agusta Reparto Corse    | MV Agusta F3 800 RR      | 19   | +22.172   | 11º     | 5     |
| 12º  | 99 | Adrián Huertas       | MTM Kawasaki               | Kawasaki ZX-6R           | 19   | +23.757   | 3º      | 4     |
| 13º  | 94 | Andy Verdoïa         | GMT94 Yamaha               | Yamaha YZF R6            | 19   | +23.981   | 9º      | 3     |
| 14º  | 3  | Raffaele De Rosa     | Orelac Racing Verdnatura   | Ducati Panigale V2       | 19   | +35.067   | 13º     | 2     |
| 15º  | 23 | Isaac Viñales        | D34G Racing                | Ducati Panigale V2       | 19   | +35.164   | 21º     | 1     |
| 16º  | 9  | Simon Jespersen      | Kallio Racing              | Yamaha YZF R6            | 19   | +35.803   | 26º     |       |
| 17º  | 69 | Tom Booth-Amos       | Prodina Racing             | Kawasaki ZX-6R           | 19   | +41.040   | 22º     |       |
| 18º  | 73 | Maximilian Kofler    | CM Racing                  | Ducati Panigale V2       | 19   | +41.960   | 24º     |       |
| 19º  | 10 | Unai Orradre         | MS Racing Yamaha           | Yamaha YZF R6            | 19   | +44.898   | 19º     |       |
| 20º  | 56 | Péter Sebestyén      | Evan Bros. Yamaha          | Yamaha YZF R6            | 19   | +46.135   | 12º     |       |
| 21º  | 52 | Patrick Hobelsberger | Kallio Racing              | Yamaha YZF R6            | 19   | +48.370   | 28º     |       |
| 22º  | 50 | Ondřej Vostatek      | MS Racing Yamaha           | Yamaha YZF R6            | 19   | +50.951   | 18º     |       |
| 23º  | 21 | Benjamin Currie      | Motozoo Racing by Puccetti | Kawasaki ZX-6R           | 19   | +53.308   | 23º     |       |
| 24º  | 17 | Kyle Smith           | VFT Racing                 | Yamaha YZF R6            | 19   | +1'14.276 | 17º     |       |
| 25º  | 6  | Jeffrey Buis         | Motozoo Racing by Puccetti | Kawasaki ZX-6R           | 19   | +1'15.292 | 29º     |       |
| 26º  | 22 | Federico Fuligni     | D34G Racing                | Ducati Panigale V2       | 18   | +1 giro   | 27º     |       |

### Ritirati
| Nº | Pilota             | Squadra                | Motocicletta             | Giri | Griglia |
| -- | ------------------ | ---------------------- | ------------------------ | ---- | ------- |
| 24 | Leonardo Taccini   | Ten Kate Racing Yamaha | Yamaha YZF R6            | 10   | 20º     |
| 28 | Glenn van Straalen | EAB Racing             | Yamaha YZF R6            | 9    | 6º      |
| 38 | Hannes Soomer      | Dynavolt Triumph       | Triumph Street Triple RS | 2    | 25º     |

## Supersport 300 gara 1

### Arrivati al traguardo
| Pos. | Nº | Pilota                 | Squadra                                | Motocicletta       | Giri | Tempo     | Griglia | Punti |
| ---- | -- | ---------------------- | -------------------------------------- | ------------------ | ---- | --------- | ------- | ----- |
| 1º   | 91 | Matteo Vannucci        | AG Motorsport Italia Yamaha            | Yamaha YZF-R3      | 13   | 24'39.806 | 11º     | 25    |
| 2º   | 41 | Marc García            | Yamaha MS Racing                       | Yamaha YZF-R3      | 13   | +0.078    | 6º      | 20    |
| 3º   | 27 | Álvaro Díaz            | Arco Motor University                  | Yamaha YZF-R3      | 13   | +0.430    | 9º      | 16    |
| 4º   | 28 | Lennox Lehmann         | Freudenberg KTM - Paligo Racing        | KTM RC 390 R       | 13   | +0.636    | 12º     | 13    |
| 5º   | 58 | Iñigo Iglesias         | SMW Racing                             | Kawasaki Ninja 400 | 13   | +1.140    | 5º      | 11    |
| 6º   | 46 | Samuel Di Sora         | Leader Team Flembbo                    | Kawasaki Ninja 400 | 13   | +5.647    | 18º     | 10    |
| 7º   | 87 | Eliton Gohara Kawakami | AD78 Team Brasil by MS Racing          | Yamaha YZF-R3      | 13   | +5.843    | 27º     | 9     |
| 8º   | 73 | José Pérez González    | Accolade Smrz Racing                   | Kawasaki Ninja 400 | 13   | +5.901    | 13º     | 8     |
| 9º   | 12 | Humberto Maier         | AD78 Team Brasil by MS Racing          | Yamaha YZF-R3      | 13   | +6.023    | 14º     | 6     |
| 10º  | 80 | Gabriele Mastroluca    | ProGP Racing                           | Yamaha YZF-R3      | 13   | +6.176    | 7º      | 7     |
| 11º  | 53 | Petr Svoboda           | Accolade Smrz Racing                   | Kawasaki Ninja 400 | 13   | +6.395    | 15º     | 5     |
| 12º  | 69 | Troy Alberto           | Fusport-RT Motorsports by SKM-Kawasaki | Kawasaki Ninja 400 | 13   | +6.746    | 17º     | 4     |
| 13º  | 88 | Daniel Mogeda          | Team#109 Kawasaki                      | Kawasaki Ninja 400 | 13   | +6.843    | 26º     | 3     |
| 14º  | 7  | Máté Számadó           | MTM Kawasaki                           | Kawasaki Ninja 400 | 13   | +6.927    | 20º     | 2     |
| 15º  | 59 | Alessandro Zanca       | Kawasaki GP Project                    | Kawasaki Ninja 400 | 13   | +8.366    | 16º     | 1     |
| 16º  | 60 | Dirk Geiger            | Fusport-RT Motorsports by SKM-Kawasaki | Kawasaki Ninja 400 | 13   | +10.853   | 2º      |       |
| 17º  | 23 | Sylvain Markarian      | Leader Team Flembbo                    | Kawasaki Ninja 400 | 13   | +15.913   | 24º     |       |
| 18º  | 35 | Yeray Saiz Marquez     | Accolade Smrz Racing                   | Kawasaki Ninja 400 | 13   | +16.268   | 22º     |       |
| 19º  | 47 | Fenton Seabright       | Vinales Racing                         | Yamaha YZF-R3      | 13   | +16.411   | 19º     |       |
| 20º  | 14 | Alex Millán            | SMW Racing                             | Kawasaki Ninja 400 | 13   | +16.688   | 28º     |       |
| 21º  | 2  | Iker García            | Yamaha MS Racing                       | Yamaha YZF-R3      | 13   | +30.000   | 29º     |       |
| 22º  | 81 | Ioannis Peristeras     | ProGP Racing                           | Yamaha YZF-R3      | 13   | +31.373   | 25º     |       |

### Non classificato
| Nº | Pilota         | Squadra      | Motocicletta       | Giri | Tempo   | Griglia |
| -- | -------------- | ------------ | ------------------ | ---- | ------- | ------- |
| 72 | Victor Steeman | MTM Kawasaki | Kawasaki Ninja 400 | 13   | +37.468 | 1º      |

### Ritirati
| Nº | Pilota            | Squadra             | Motocicletta       | Giri | Griglia |
| -- | ----------------- | ------------------- | ------------------ | ---- | ------- |
| 64 | Hugo De Cancellis | Prodina Racing      | Kawasaki Ninja 400 | 9    | 8º      |
| 26 | Mirko Gennai      | BrCorse             | Yamaha YZF-R3      | 8    | 3º      |
| 43 | Harry Khouri      | Team#109 Kawasaki   | Kawasaki Ninja 400 | 7    | 23º     |
| 8  | Bruno Ieraci      | Prodina Racing      | Kawasaki Ninja 400 | 4    | 10º     |
| 85 | Kevin Sabatucci   | Kawasaki GP Project | Kawasaki Ninja 400 | 4    | 4º      |
| 21 | Filippo Rovelli   | BrCorse             | Yamaha YZF-R3      | 1    | 21º     |

## Supersport 300 gara 2

### Arrivati al traguardo
| Pos. | Nº | Pilota                 | Squadra                                | Motocicletta       | Giri | Tempo     | Griglia | Punti |
| ---- | -- | ---------------------- | -------------------------------------- | ------------------ | ---- | --------- | ------- | ----- |
| 1º   | 72 | Victor Steeman         | MTM Kawasaki                           | Kawasaki Ninja 400 | 13   | 24'49.603 | 1º      | 25    |
| 2º   | 27 | Álvaro Díaz            | Arco Motor University                  | Yamaha YZF-R3      | 13   | +0.342    | 10º     | 20    |
| 3º   | 60 | Dirk Geiger            | Fusport-RT Motorsports by SKM-Kawasaki | Kawasaki Ninja 400 | 13   | +0.429    | 2º      | 16    |
| 4º   | 64 | Hugo De Cancellis      | Prodina Racing                         | Kawasaki Ninja 400 | 13   | +0.587    | 8º      | 13    |
| 5º   | 26 | Mirko Gennai           | BrCorse                                | Yamaha YZF-R3      | 13   | +0.703    | 3º      | 11    |
| 6º   | 85 | Kevin Sabatucci        | Kawasaki GP Project                    | Kawasaki Ninja 400 | 13   | +1.414    | 4º      | 10    |
| 7º   | 53 | Petr Svoboda           | Accolade Smrz Racing                   | Kawasaki Ninja 400 | 13   | +1.740    | 17º     | 9     |
| 8º   | 8  | Bruno Ieraci           | Prodina Racing                         | Kawasaki Ninja 400 | 13   | +2.143    | 11º     | 8     |
| 9º   | 12 | Humberto Maier         | AD78 Team Brasil by MS Racing          | Yamaha YZF-R3      | 13   | +2.308    | 16º     | 6     |
| 10º  | 58 | Iñigo Iglesias         | SMW Racing                             | Kawasaki Ninja 400 | 13   | +2.585    | 5º      | 7     |
| 11º  | 80 | Gabriele Mastroluca    | ProGP Racing                           | Yamaha YZF-R3      | 13   | +2.683    | 7º      | 5     |
| 12º  | 73 | José Pérez González    | Accolade Smrz Racing                   | Kawasaki Ninja 400 | 13   | +4.109    | 14º     | 4     |
| 13º  | 46 | Samuel Di Sora         | Leader Team Flembbo                    | Kawasaki Ninja 400 | 13   | +4.379    | 21º     | 3     |
| 14º  | 28 | Lennox Lehmann         | Freudenberg KTM - Paligo Racing        | KTM RC 390 R       | 13   | +4.584    | 13º     | 2     |
| 15º  | 69 | Troy Alberto           | Fusport-RT Motorsports by SKM-Kawasaki | Kawasaki Ninja 400 | 13   | +4.827    | 20º     | 1     |
| 16º  | 91 | Matteo Vannucci        | AG Motorsport Italia Yamaha            | Yamaha YZF-R3      | 13   | +5.054    | 12º     |       |
| 17º  | 14 | Alex Millán            | SMW Racing                             | Kawasaki Ninja 400 | 13   | +5.469    | 18º     |       |
| 18º  | 88 | Daniel Mogeda          | Team#109 Kawasaki                      | Kawasaki Ninja 400 | 13   | +5.667    | 9º      |       |
| 19º  | 43 | Harry Khouri           | Team#109 Kawasaki                      | Kawasaki Ninja 400 | 13   | +5.984    | 26º     |       |
| 20º  | 41 | Marc García            | Yamaha MS Racing                       | Yamaha YZF-R3      | 13   | +6.263    | 6º      |       |
| 21º  | 47 | Fenton Seabright       | Vinales Racing                         | Yamaha YZF-R3      | 13   | +14.970   | 22º     |       |
| 22º  | 35 | Yeray Saiz Marquez     | Accolade Smrz Racing                   | Kawasaki Ninja 400 | 13   | +15.159   | 25º     |       |
| 23º  | 59 | Alessandro Zanca       | Kawasaki GP Project                    | Kawasaki Ninja 400 | 13   | +15.405   | 19º     |       |
| 24º  | 21 | Filippo Rovelli        | BrCorse                                | Yamaha YZF-R3      | 13   | +20.810   | 24º     |       |
| 25º  | 81 | Ioannis Peristeras     | ProGP Racing                           | Yamaha YZF-R3      | 13   | +26.220   | 29º     |       |
| 26º  | 87 | Eliton Gohara Kawakami | AD78 Team Brasil by MS Racing          | Yamaha YZF-R3      | 13   | +44.647   | 15º     |       |
| 27º  | 7  | Máté Számadó           | MTM Kawasaki                           | Kawasaki Ninja 400 | 10   | +3 giri   | 23º     |       |

### Ritirati
| Nº | Pilota            | Squadra             | Motocicletta       | Giri | Griglia |
| -- | ----------------- | ------------------- | ------------------ | ---- | ------- |
| 23 | Sylvain Markarian | Leader Team Flembbo | Kawasaki Ninja 400 | 4    | 28º     |
| 2  | Iker García       | Yamaha MS Racing    | Yamaha YZF-R3      | 0    | 27º     |